# Dasypogon sicanus
Dasypogon sicanus är en tvåvingeart som beskrevs av Costa 1854. Dasypogon sicanus ingår i släktet Dasypogon och familjen rovflugor. Inga underarter finns listade i Catalogue of Life.